# Brooklyn Aces
Die Brooklyn Aces waren eine US-amerikanische Eishockeymannschaft aus New York City, New York. Das Team spielte in der Saison 2008/09 in der Eastern Professional Hockey League.

## Geschichte
Die Mannschaft wurde 2008 als Franchise der erstmals ausgetragenen Eastern Professional Hockey League gegründet. In ihrer einzigen Spielzeit belegten die Aces den ersten Platz der regulären Saison, scheiterten jedoch anschließend in den Playoffs. Nachdem die Liga am Ende der Saison 2008/09 den Spielbetrieb einstellte, taten dies auch die Brooklyn Aces.

## Saisonstatistik
| Saison  | GP | W  | L | T | OTL | SOL | Pts | GF  | GA  | Platz    | Playoffs |
| 2008/09 | 50 | 35 | 9 | — | 4   | 2   | 76  | 278 | 157 | 1., EPHL | —        |

Abkürzungen: GP = Spiele, W = Siege, L = Niederlagen, T = Unentschieden, OTL = Niederlagen nach Overtime SOL = Niederlagen nach Shootout, Pts = Punkte, GF = Erzielte Tore, GA = Gegentore, PIM = Strafminuten

## Team-Rekorde

### Karriererekorde
Spiele: 49  Jesse Felten,  B. J. Kuper,  C. J. Tozzo
Tore: 34  Mike Christensen,  C. J. Tozzo
Assists: 64  Kyle McCullough
Punkte: 96  C. J. Tozzo
Strafminuten: 165  Chad Wilcox

## Bekannte Spieler
- Ron Duguay